# جینو پاریانی
جینو پاریانی (ایتالیایی: Gino Pariani; ۲۱ فوریهٔ ۱۹۲۸ – ۹ مهٔ ۲۰۰۷) بازیکن فوتبال ایتالیایی‌تبار اهل ایالات متحده آمریکا بود.
وی همچنین در تیم ملی فوتبال ایالات متحده آمریکا بازی کرده‌است.